# Proformica epinotalis
Proformica epinotalis är en myrart som beskrevs av Kuznetsov-ugamsky 1927. Proformica epinotalis ingår i släktet Proformica och familjen myror. Inga underarter finns listade i Catalogue of Life.